# 福岡県道610号九州国立博物館線
福岡県道610号九州国立博物館線（ふくおかけんどう610ごう きゅうしゅうこくりつはくぶつかんせん）は、福岡県太宰府市を通る一般県道である。

## 概要
太宰府市石坂4丁目から太宰府市大字内山に至る。2005年（平成17年）10月16日に開館した九州国立博物館と主要地方道にあたる福岡県道35号筑紫野古賀線バイパスとの間を結ぶ。
九州国立博物館を起点とし、太宰府天満宮の神苑の東側を北東に進み、約800 m先の九州国立博物館入口交差点で福岡県道35号筑紫野古賀線バイパスに接続し、終点となる。博物館南側の福岡県道76号筑紫野太宰府線と接続する太宰府市道とともに、九州国立博物館へのアクセス道路となっている。

### 路線データ
- 起点：福岡県太宰府市石坂4丁目（九州国立博物館前）
- 終点：福岡県太宰府市大字内山（九州国立博物館入口交差点、福岡県道35号筑紫野古賀線バイパス交点）
- 総延長：0.8 km

## 地理

### 通過する自治体
- 太宰府市

### 交差する道路
| 交差する道路                        | 交差する場所 | 交差する場所                    |
| ----------------------------------- | ------------ | ------------------------------- |
| 福岡県道35号筑紫野古賀線 / バイパス | 大字内山     | 九州国立博物館入口交差点 / 終点 |

### 沿線
- 九州国立博物館
- 太宰府迎賓館